# Erika Nyström
Erika Nyström (* 13. September 1983 in Muurame) ist eine finnisch-zyprische Volleyball– und Beachvolleyballspielerin. Sie wurde einmal in der Halle und sechs Mal im Sand finnische Meisterin.

## Karriere
Nyström spielte zusammen mit ihrer Zwillingsschwester Emilia. Bei den Jugend-Weltmeisterschaften 2001 in Le Lavandou und 2002 in Catania erreichten die Schwestern jeweils den neunten Rang. Zwischen den beiden Wettbewerben absolvierten sie bei den Stavanger Open ihr erstes Profiturnier. Als Fünftplatzierte der Jugend-WM 2003 in Saint-Quay-Portrieux traten sie auch bei der Europameisterschaft 2003 in Alanya an und belegten den neunten Rang. Mit dem gleichen Ergebnis erreichten sie im folgenden Jahr in Marseille erstmals die Top Ten eines Grand-Slam-Turniers. Bei der Weltmeisterschaft 2005 in Berlin reichte es hingegen nur zu Platz 33. Zwei Jahre später endete das globale Turnier in Gstaad für die Nyström-Schwestern ebenso auf Rang 37 wie die Weltmeisterschaft 2009 in Stavanger. Bei der Europameisterschaft 2008 in Hamburg gab es einen 25. Platz. Ihren bislang größten Erfolg feierten Erika und Emilia Nyström zwei Jahre später beim kontinentalen Turnier in Berlin. Nach einer knappen Halbfinal-Niederlage (14:16 im Tiebreak) gegen das deutsche Duo Katrin Holtwick / Ilka Semmler gewannen sie mit einem 2:1-Sieg gegen die Niederländerinnen Sanne Keizer / Marleen van Iersel die erste Bronzemedaille eines finnischen Teams im internationalen Beachvolleyball. Bei der WM 2011 in Rom, der EM 2011 in Kristiansand und der EM 2012 in Scheveningen belegten Nyström/Nyström jeweils Platz 17. Bei der WM 2013 in Stare Jabłonki erreichten sie das Achtelfinale, wo sie gegen die US-Amerikanerinnen Fendrick/Hochevar ausschieden und Platz neun belegten. Bei der EM 2014 in Cagliari landeten Nyström/Nyström ebenfalls auf Platz neun.
In den Jahren 2002, 2004, 2005, 2006, 2008 und 2009 gewannen die Schwestern die nationale finnische Meisterschaft.
Seit 2021 spielt Erika Nyström mit verschiedenen Partnerinnen für Zypern.